# 大阪府立佐野工科高等学校

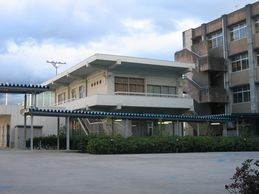
佐工会館(左)と電気科棟(右)

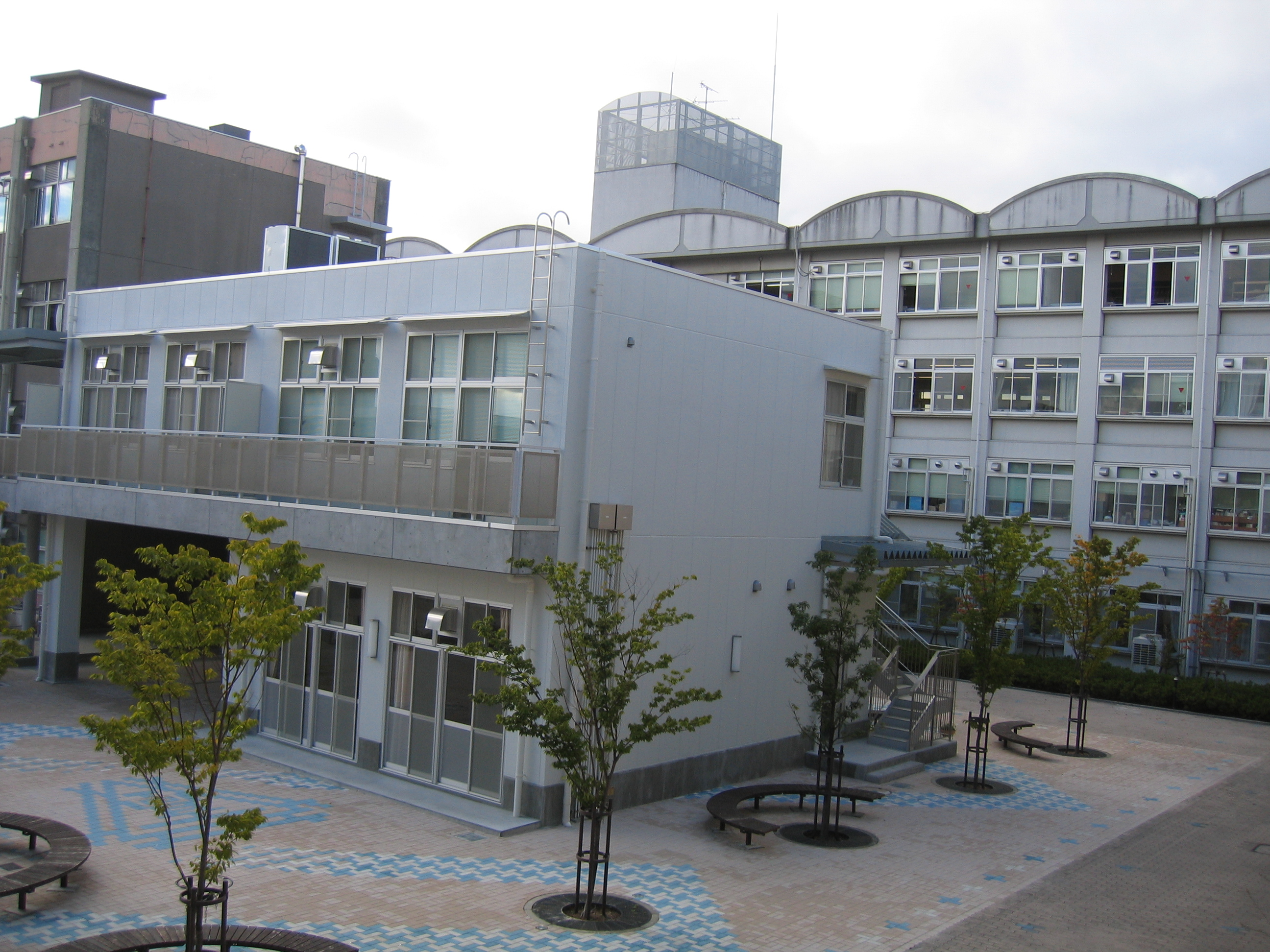
定時制校舎

大阪府立佐野工科高等学校（おおさかふりつさのこうかこうとうがっこう、英称：Osaka Prefectural Sano Technical High School）は、大阪府泉佐野市高松東にある公立工科高等学校。略称は「佐野工」、「佐野工科」。佐野TECH サノ［テック］

## 概要
全日制と定時制を併設している。全日制課程では工業系の3系を設置し、定時制課程では総合学科を設置している。
校章は、サノの文字を3つと工科の工の字を組み合わせている。新校舎正面の屋上には、LEDで発光する校章と時計が設置されている。校章と時計は、近くを走る南海本線からも見ることができる。
なお、このLEDの校章は2006年3月卒業の電子機械科の生徒による「プロジェクトM」によって作成された。卒業式を終えても作業を続けていた。

### 系・専科（全日制）
工業高校時代は、願書出願時にどの科に行くか選んでいたが、工科高校になってからは280人の総合募集となり、1年の工業技術基礎で工業の基礎を学んでから、2年進級時に、系（専科）を選べるようになった。
- 産業創造系（I系）

製品開発専科
テキスタイルデザイン専科
- 機械系（M系）

機械技術専科
機械設計専科
- 電気系（E系）

電気技術専科
電子制御専科

### 系列（定時制）
- 総合学科
- 産業社会と人間
- 系列・自由選択科目

## 沿革
- 1925年 - 大阪府立佐野職工学校として開校（紡織科・機械科設置）。
- 1935年 - 紡織科・機械科の工場竣工。
- 1941年 - 大阪府立佐野工業学校に改称。
- 1948年 - 大阪府立佐野工業高等学校に改称（所在地の佐野町が市制施行、佐野市を経て泉佐野市へ改称）。
- 1962年 - 3階校舎竣工。
- 1963年 - 紡織科を繊維工業科に改称する。
- 1965年 - 創立40周年記念として佐工会館竣工。
- 1968年 - プール竣工。
- 1972年 - 機械化・繊維工業化実習室竣工・創立50周年式典。
- 1974年 - 体育館竣工。
- 1975年 - 4階校舎竣工。
- 1976年 - 特別教室棟竣工。
- 1983年 - 電気科設置。
- 1991年 - 繊維工業科をテキスタイル工学科に改編。
- 1994年 - 機械科を電子機械科に改編する。
- 1996年 - 新本館棟（新校舎）竣工・創立70周年。
- 2002年 - プール竣工。
- 2005年 - 大阪府立佐野工科高等学校に改称。
- 2007年 - 定時制校舎完成。
- 2015年 - 3Dプリンターの課程が導入。
- 2015年 - 2015年度入学生より、テキスタイル系を産業創造系へと改編。

## 出身者
- 坂上賢治(自動車評論家、グラフィックデザイナー)
- 仲谷進(特殊メイクアーティスト)

## 交通
- 南海本線泉佐野駅から徒歩約8分。

## 関連文献
- 大阪府立佐野工業高等学校「佐野工六十年史」1985年11月